# Jeraya
Jeraya is een bestuurslaag in het regentschap Karo van de provincie Noord-Sumatra, Indonesië. Jeraya telt 539 inwoners (volkstelling 2010).